# Königreich Chiang Hung

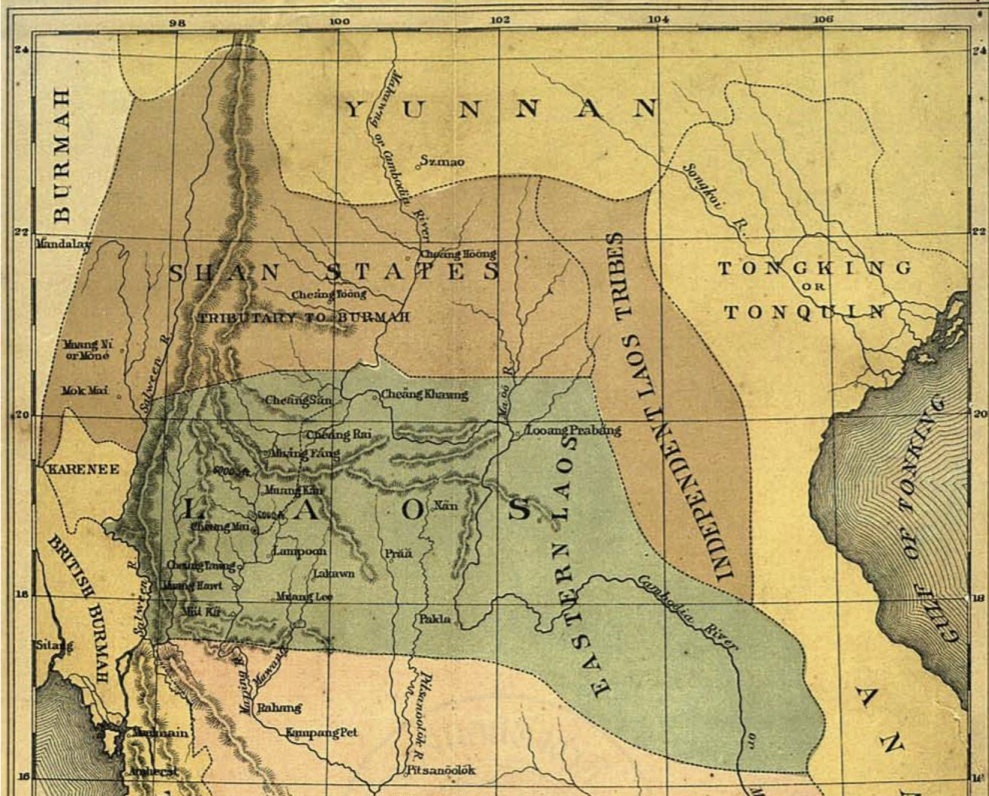
Chiang Hung (Chiang Hoong) in einer Karte des neuzehhnten Jahrhunderts

Das Königreich Chiang Hung oder Königreich Heokam (Thai อาณาจักรหอคำเชียงรุ่ง) war ein Reich der Tai Lü um die Stadt Chiang Hung, das heutige Jinghong in der Präfektur Xishuangbanna in Südchina. Die größte Ausdehnung des Königreiches Chiang Hung war im 13. Jahrhundert, als es große Bereiche des Hochlandes in Nordlaos und Südchina hielt. Später wurde es von der Yuan-Dynastie, dem Reich Lan Na und dem birmanischen Reich erobert. Im späten 18. Jahrhundert wurden viele Tai Lü in die nördlichen Provinzen Siams geholt, wo sie noch heute zahlreich siedeln. Im Zuge der Assimilierungspolitik Mao Zedongs Mitte des 20. Jahrhunderts sahen sich viele Tai Lue zur Auswanderung gezwungen.

## Geschichte

### Frühe Geschichte
Phaya Jueang (พญาเจื่อง), auch Chao Jueang Han (เจ้าเจื่องหาญ) genannt, soll um 1180 den Kampf mit den Akha begonnen haben und ein Reich der Tai Lü bei Chiang Hung oder Heokam gegründet haben. Unter anderem wurden die Städte Keng Tung, Ngoen Yang, Thaeng (das heutige Dien Bien Phu und die Hauptstadt der Tai Dam) sowie Xiang Thong (Luang Phrabang) tributpflichtig gemacht. Somit war Chiang Hung der unbestrittene Herrscher über die Tai-Reiche des Nordens. Anschließend begannen die Tai Lü, sich in anderen Regionen ihres Einflussbereiches anzusiedeln.
Chiang Hung fiel jedoch 1292 den Invasionsarmeen der Mongolen zum Opfer und wurde nun selbst der Yuan-Dynastie gegenüber tributpflichtig. Die Mongolen vergaben den Titel Chao Saenwi Fa (เจ้าแสนหวีฟ้า) mit dem Nachnamen Dao an die Könige von Chiang Hung. Das entstandene Machtvakuum wurde kurzfristig durch das neue Reich Lanna gefüllt, das aus Ngoen Yang hervorging. Mengrai der Große brachte nun seinerseits Chiang Hung unter seine Kontrolle. Die Ming-Dynastie verzeichnete das Königreich unter dem Namen Cheli (車里). Im frühen 16. Jahrhundert schwand die Autorität Lannas zusehends und Chiang Hung erfreute sich kurzfristig einer neuen Freiheit, bevor es 1558 vom birmanischen Königreich Toungoo unter Bayinnaung erobert wurde. Nunmehr war Chiang Hung den Birmanen zu Tributzahlungen verpflichtet. Diese teilten Chiang Hung in zwölf administrative Einheiten, so genannte pan und gaben ihm den Namen Sipsong Panna, zwölftausend Felder. Hier lag das Kampfgebiet zwischen den Birmanen und der chinesischen Qing-Dynastie.
Nach drei Jahrhunderten birmanischer Kontrolle wendete sich das Schicksal Chiang Hungs im späten 18. Jahrhundert erneut, als die Siamesen unter König Rama I. die an Birma verlorenen Arbeitskräfte aus dem Norden holte. Prinz Adthavorapango aus Nan marschierte in Keng Tung und Chiang Hung ein, um Tai Lü zu sammeln und nach Süden zu schicken. Heute beherbergt Nan die größte Tai-Lü-Population in Thailand. Auch der König von Chiang Mai, Kawila, drang nach Chiang Hung, um Arbeitskräfte zu holen. Als Folge verlagerte sich der Kulturbereich der Tai Lü nach Süden in Lanna.

### Dynastische Streitigkeiten
Thronstreitigkeiten brachten 1847 Chiang Hung an den Rand des Abgrunds. Siamesische Chroniken berichten über das Ereignis:
König Mahawan von Chiang Hung starb 1847 und Nachfolger sollte sein Sohn, Prinz Sarawan, werden. Mahawans Onkel, Prinz Mahakhanan, setzte sich jedoch auf den Thron, und Prinz Sarawan musste nach Dali fliehen, wo er Unterstützung durch die Qing-Dynastie suchte. Sarawan kehrte zurück und tötete den Usurpator Mahakhanan, woraufhin dessen Sohn, Prinz Nokam, wiederum sich an die Birmanen in Ava um Hilfe wandte. Die Birmanen marschierten in Chiang Hung und nahmen es ein. Dies löste eine erneute Wanderungswelle der Tai Lü nach Süden aus. Prinz Nokam wurde auf den Thron gesetzt, doch später von seinen Hofleuten ermordet. Ava bestätigte daraufhin Sarawan als König.
Sarawans Bruder Oalnawudh floh in diesen Wirren zunächst nach Luang Phrabang und 1852 nach Bangkok. Die Siamesen sahen eine Gelegenheit, die Kontrolle über die Shan-Staaten im Norden zu erreichen und planten die Einnahme von Kengtung, auf dem Weg nach Chiang Hung. Ihre beiden Versuche, in die unwegsamen Gebiete im Norden einzudringen, scheiterten 1852 und 1855.

## Neuzeit und Erbe
Chiang Hung kam später unter die Souveränität der Qing-Dynastie, nach deren Ende durch die chinesische Revolution auch das Königreich Chiang Hung faktisch aufhörte zu bestehen. 1953 eroberte die chinesische Revolutionsarmee Chiang Hung und mehrere Mitglieder des alten Königshauses flohen nach Thailand. Die Nachkommen tragen immer noch den Nachnamen Dao.